# Air Hong Kong
A Air Hong Kong é uma empresa aérea de carga com sede em Chek Lap Kok, em Hong Kong, foi fundada em 1986, em 1994 a Cathay Pacific se tornou sua acionista majoritária, adquirindo o restante em 2002.

## Frota
Em junho de 2018:
- Airbus A300-600F: 8
- Airbus A300-600RF: 2
- Airbus A330-300/P2F: 2